# Lăunele de Sus, Argeș
Lăunele de Sus este un sat în comuna Cuca din județul Argeș, Muntenia, România.